# Saint-Martin-de-Jussac
 Saint-Martin-de-Jussac  (en occitano Sent Martin de Jussac) es una población y comuna francesa, situada en la región de Lemosín, departamento de Alto Vienne, en el distrito de Rochechouart y cantón de Saint-Junien-Est.

## Demografía
| 396 | 367 | 301 | 344 | 410 | 442 | 502 |
| Para los censos de 1962 a 1999 la población legal corresponde a la población sin duplicidades (Fuente: INSEE [Consultar]) |     |     |     |     |     |     |